# Torre Empresarial

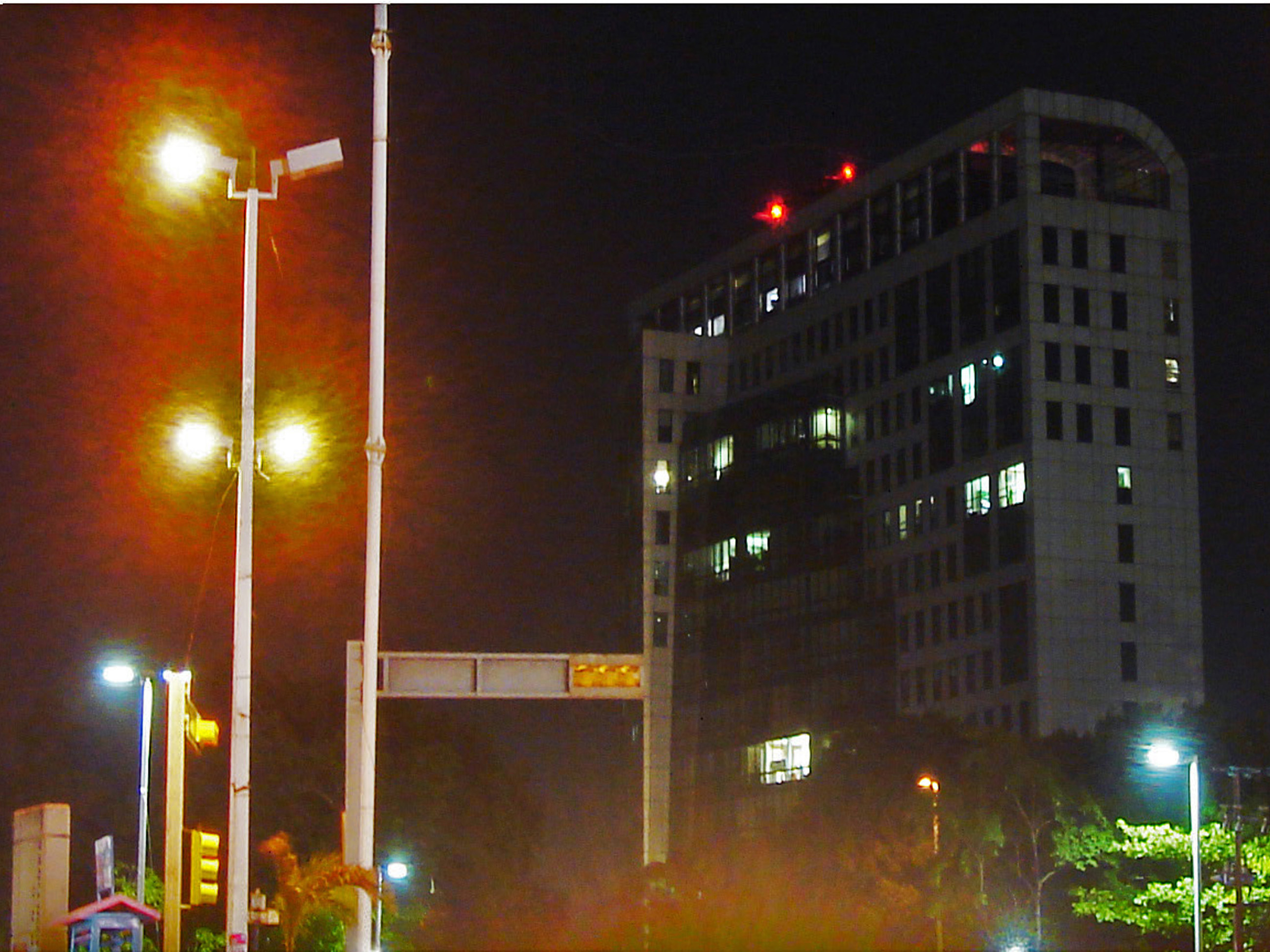
Torre empresarial.

Torre Empresarial es un edificio alto de oficinas ubicado en la intersección de la avenida Adolfo Ruiz Cortines y la avenida Paseo Tabasco de la ciudad de Villahermosa, Tabasco. Posee una altura aproximada de 90 metros y se caracteriza por su estilo posmoderno, tomando en cuenta la época en la cual fue construida. Se ha mantenido hasta el día de hoy como el edificio más alto de la ciudad y el estado, así como uno de los más altos de todo el sureste de México, probablemente detrás solo del Hotel Riu en Cancún, Quintana Roo, la Torre Chiapas en Tuxtla Gutiérrez y el complejo Country Towers Mérida en Mérida.Es un moderno edificio localizado en el centro financiero, residencial, comercial y de negocios de la ciudad de Villahermosa colocando vista a otros edificios que ahí se encuentran 

Su arquitectura es probablemente la más moderna de todo el sur del país junto con algunos otros edificios de Villahermosa. Se destaca por su magnitud no solamente en altura, sino en ancho, el cual la hace ver como una pared gigantesca. Se encuentra a un lado de otro de los edificios más importantes de la ciudad, la Pirámide de PEMEX.
Así mismo como la Torre Empresarial, la mayoría de los edificios altos de la ciudad se encuentran en la zona Tabasco 2000, la cual recorre la avenida Paseo Tabasco desde la Catedral del Señor de Tabasco hasta el parque y zona residencial y hotelera, La Choca, con la excepción de la Torre de Especialidades del Hospital Ángeles (Villahermosa).
- Datos: Q6150129